# 三喜本恵美
三喜本 惠美（みきもと めぐみ、1977年12月10日 - ）は日本のモデル。東京都出身。オスカープロモーション所属。血液型A型。身長153cm。旧芸名は、佐藤 萌実（さとう めぐみ）。

## 略歴
2000年、原宿でのスカウトをきっかけに“元祖Sサイズモデル”として、女性ファッション雑誌『ViVi』の専属モデルデビュー。2006年まで務めた。
2008年に美に関わる全ての事業をプロデュース・ブランディングする会社を設立。 2013年11月4日に経営者と結婚。
2014年10月、旧芸名の佐藤萌実から改名改名は全部で3回。2017年6月、第一子となる女児を出産したことを発表。
所属事務所はインセントを経て2016年10月からオスカープロモーションに所属している。

## 人物
モデルスタート以来身長が一切変わっていない。ViVi時代の読者やスタッフに街で声を掛けられると、気さくな性格ゆえ美容法や健康法の質問を受けてその場で話し込んでしまうこともある。
「＃楽な生き方しよう」「＃みんな青く魅せてガンバってるんだよ」がポリシー

## 資格
- アンチエイジングアドバイザー
- 健康美肌指導士
- 美肌食マイスター
- アロマテラピーアドバイザー
- 温泉ソムリエ

## 出演

### 雑誌
- ViVi（講談社）
- GLAMOROUS（講談社）
- sweet（宝島社）
- 美的（小学館）
- 美ST（光文社）